# Youth Brigade (D.C.)
Youth Brigade war eine kurzzeitig existierende Hardcore-Band aus Washington, D.C.

## Geschichte
Die Band wurde im Frühjahr 1981 von Danny Ingram (ex-Untouchables) und Nathan Strejek (ex-Teen Idles) nach der Auflösung ihrer jeweiligen Bands gegründet und gehörte zu den Bands der ersten Welle des Washington D.C. Hardcore. Bert Queiroz, ebenfalls von den Untouchables, stieg wenig später als Bassist ein. Mit Tom Clinton fand sich auch schnell ein Gitarrist.
Nach ihrem Auftritt in einem Restaurant namens Food for Thought spielte die Gruppe weitere Shows und eröffnete unter anderem auch zusammen mit Minor Threat das Konzert für die im Rahmen einer Tournee in Washington gastierenden Black Flag.
Ende 1981 löste sich die Band schließlich wieder auf, nachdem mit einer EP ihre einzige Veröffentlichung bei Dischord Records erschien. Die Platte, die eigentlich keinen Namen trägt, wird aufgrund eines Ankündigungsflyers des Labels später Possible genannt.
2012 reformierten Strejcek, Queiroz und Ingram gemeinsam mit dem ehemaligen Minor-Threat-Gitarristen Steven Hansgen Youth Brigade für zwei Konzerte.

## Stil
Die Band spielte typischen schnellen, harten – in Teilen noch ein wenig einfachen und ruppigen – Washington D.C Hardcore. Vergleiche ergeben sich mit den Bands des Umfeldes, etwa Minor Threat oder S.O.A.
In einem Text wird die Band wie folgt beschrieben:

„[…] Schneller und wilder HC der ersten Straight-Edge-Welle. Die Musik erinnert zuweilen an frühe Minor Threat […]“

## Diskografie
- 1981: Possible E.P. (EP, Dischord Records)
- 2015: First Demo Summer '81 (EP, Dischord Records)

### Samplerbeiträge
- 1982: Flex Your Head (Dischord Records)
- 1984: The Year in 7″ (Dischord Records)
- 2002: 20 Years of Dischord Records (Dischord Records)